# Taylor Report
Der Taylor Report ist ein Dokument, das unter der Aufsicht von Lord Taylor of Gosforth erstellt wurde. Es thematisiert die Auswirkungen und Ursachen der Hillsborough-Katastrophe in der englischen Stadt Sheffield am 15. April 1989, die als eine der schwersten Katastrophen in der Geschichte des Fußballs gilt.
An Lord Taylor wurde offiziell die Aufgabe gestellt, die Ereignisse vom 15. April im Heimstadion von Sheffield Wednesday zu untersuchen und Empfehlungen für Maßnahmen zur Kontrolle von Zuschauermengen und der Sicherheit bei Sportveranstaltungen abzugeben („To inquire into the events at Sheffield Wednesday Football Club ground on 15th April and to make recommendations about the needs of crowd control and safety at sports events“). Dies war bereits die neunte derartige offizielle Untersuchung, nachdem seit dem Jahre 1900 bei 27 Unglücksfällen in britischen Stadien mindestens 306 Personen zu Tode gekommen, davon alleine 186 Personen in offiziellen Meisterschaftsspielen nach dem Zweiten Weltkrieg, und über 3.500 Verletzte zu beklagen waren.
Nach einem im August 1989 veröffentlichten vorläufigen Bericht mit der Empfehlung von 43 Sofortmaßnahmen – darunter die Kapazität der Stadien pauschal um 15 % zu verringern, die Beseitigung besonders kritischer Begrenzungszäune und die sofortige Untersuchung der Sicherheitszertifikate in allen Stadien – erschien die endgültige Version im Januar 1990. Neben der Erforschung der Ursachen, die zu der Tragödie geführt hatten, stehen dabei Empfehlungen für künftige Vorschriften im Vordergrund, die die Sicherheit bei Sportveranstaltungen erhöhen sollten.

## Empfehlungen
Mit dem Begriff „Taylor Report“ wird zumeist die Hauptforderung verbunden, die Fußballspielstätten der großen Vereine in reine Sitzplatzstadien umzubauen, jedem Zuschauer mit der Eintrittskarte einen Sitzplatz zuzuweisen und damit die Stehplatzbereiche vollständig zu beseitigen.
Weitere der insgesamt 76 Empfehlungen befassen sich unter anderem mit dem Ausschank alkoholischer Getränke in den Stadien, der Anordnung von Absperrungen, Zäunen und Drehkreuzen sowie den Preisen von Eintrittskarten. Das Problem des Hooliganismus sollte durch eine bessere Kontrolle des Ticketverkaufs an Gästefans verbessert werden. Weitere Punkte betreffen die Eindämmung von rassistischen Sprechchören und das Verbot von Feuerwerkskörpern in den Stadien.
Zur Beratung für ein den Vorschriften gemäßes Stadiondesign sollte das „Football Stadium Advisory Design Council“ zur Verfügung stehen.

## Folgen
Obwohl der Bericht den Stehbereich in einem Stadion nicht generell als ein Sicherheitsrisiko einstuft, entschied sich die britische Regierung für eine konsequente Abschaffung von Stehplätzen. Gegen diese Entscheidung protestierten zahlreiche Vereinigungen von Fußballanhängern, unter denen vor allem die Kampagne „Stand Up Sit Down“ der Organisation Football Supporters' Federation (FSF) größere Bekanntheit erlangte.
Die englische Football League und das schottische Pendant Scottish Football League reagierten auf den Taylor-Report, indem sie den Vereinen dessen Umsetzung bei einer Teilnahme an der jeweils höchsten Spielklasse in ihren Stadien zur Auflage machten. Zahlreiche Vereine bauten ihr Stadion gemäß der Empfehlung um, einige davon sogar bevor dies zu bindenden Vorschrift gemacht worden war.